# (6704) 1988 CJ
(6704) 1988 CJ (1988 CJ, 1986 XC2) — астероїд головного поясу.
Тіссеранів параметр щодо Юпітера — 3,339.